# Луї Кузен
Луї Кузен (фр. Louis Cousin; 21 серпня 1627, Париж — 26 лютого 1707, Париж) — французький історик, перекладач, редактор, журналіст, королівський цензор, юрист, економіст. Член Французької академії (Крісло № 3, 1697—1707).

## Біографія
У юності навчався на теолога, отримав ступінь бакалавра. Потім вивчав право. Декілька років працював адвокатом. Згодом був призначений головою Валютного суду Франції, став королівським цензором.
З 1687 по 1701 рік Луї Кузен редагував журнал «Journal des savants».
Займався перекладами, головним чином візантійських авторів. Опублікував серед іншого «Історію Константинополя» у восьми томах, «Історію Східної Римської імперії», низку праць з історії Церкви (Церковна історія (Євсевій)), історії західного світу та філософії Сходу. Його роботу високо цінував Вольтер.
У 1697 був обраний до Французької академії, де займав крісло № 3 до смерті в 1707 році.
Заповів свою багату бібліотеку паризькому абатству Сен-Віктор та створив благодійний фонд для заохочення студентів Паризького університету.